# Mas de la Picarilla
El Mas de la Picarilla és una obra d'Alcover (Alt Camp) protegida com a Bé Cultural d'Interès Local.

## Descripció
Mas de dimensions considerables i de volum clarament definit, de planta baixa, planta pis i golfes. El mas, orientat a sud-est, s'adapta a un topografia força planera en un entorn de conreus d'ametllers i avellaners. Les parets són de pedra i fang, acabades amb arrebossat. La coberta és de teula ceràmica i a dues aigües. La casa ha estat rehabilitada. A tocar del mas hi ha una bassa.